# Douvrin
Douvrin (niederländisch: Doverin) ist eine französische Stadt mit 5799 Einwohnern (Stand: 1. Januar 2022) im Département Pas-de-Calais in der Region Nord-Pas-de-Calais. Sie gehört zum Arrondissement Béthune und zum Kanton Douvrin.

## Geographie
Die Stadt Douvrin liegt im Norden des Nordfranzösischen Kohlereviers an der Grenze zum Département Nord, zehn Kilometer nördlich von Lens und zwölf Kilometer östlich von Béthune am Canal d’Aire. Umgeben wird Douvrin von den Nachbargemeinden La Bassée und Salomé im Norden, Billy-Berclau im Osten, Wingles im Südosten, Hulluch im Süden sowie Haisnes im Westen. Durch das Stadtgebiet führt die Route nationale 47.

## Geschichte
Seit dem 11. Jahrhundert besteht die Siedlung. Mitte des 19. Jahrhunderts setzte der Kohlebergbau ein. Seit der zweiten Hälfte des 20. Jahrhunderts findet hier Fertigung von Kraftfahrzeugen statt.

### Bevölkerungsentwicklung
| Jahr                       | 1962 | 1968 | 1975 | 1982 | 1990 | 1999 | 2006 | 2014 | 2022 |
| -------------------------- | ---- | ---- | ---- | ---- | ---- | ---- | ---- | ---- | ---- |
| Einwohner                  | 4350 | 4659 | 4736 | 4415 | 5442 | 5431 | 5160 | 5038 | 5799 |
| Quellen: Cassini und INSEE |      |      |      |      |      |      |      |      |      |

## Sehenswürdigkeiten

Monuments historiques in Douvrin
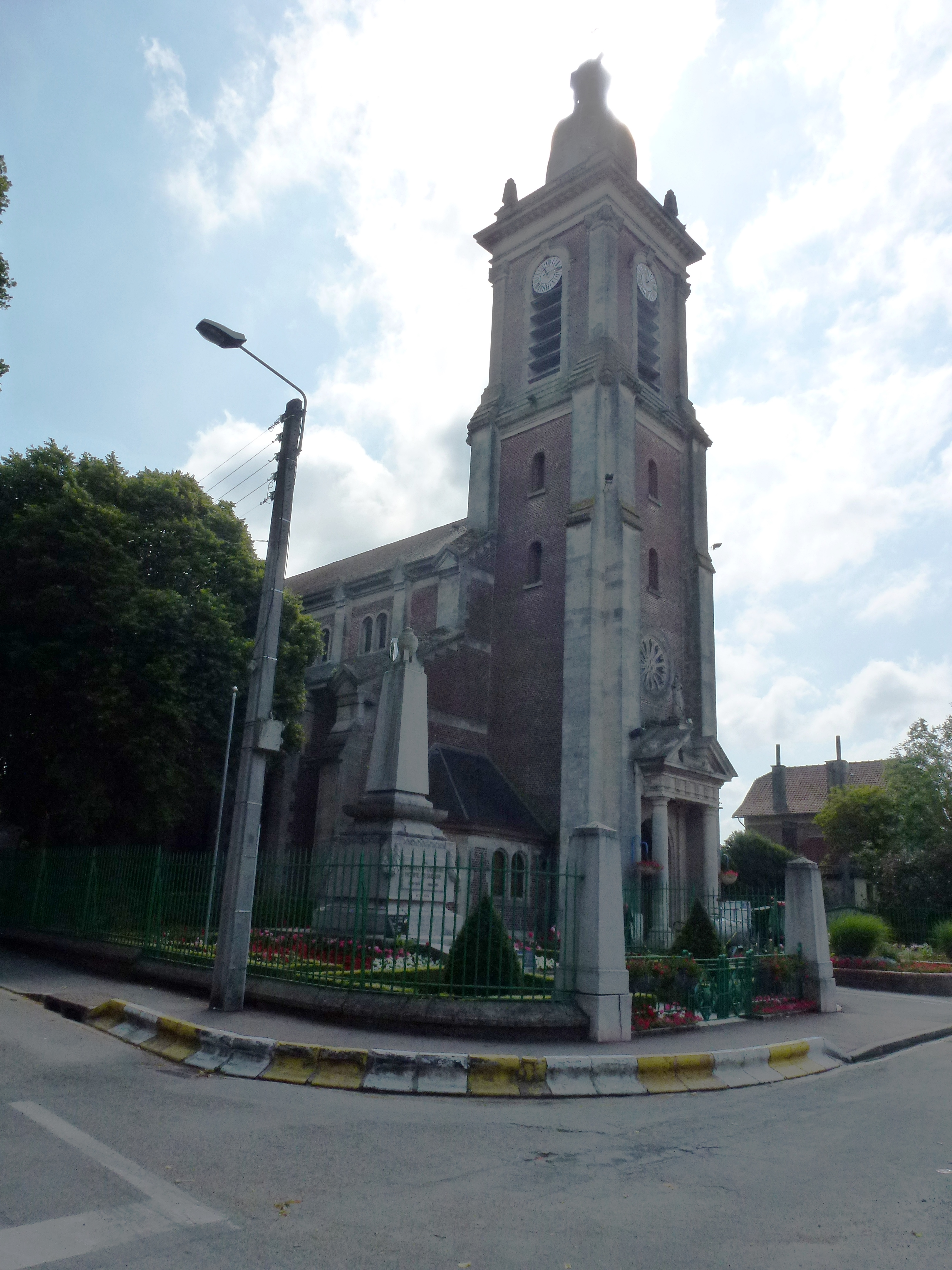
Kirche Saint-Denis aus dem 15. Jahrhundert, 1920 wieder aufgebaut
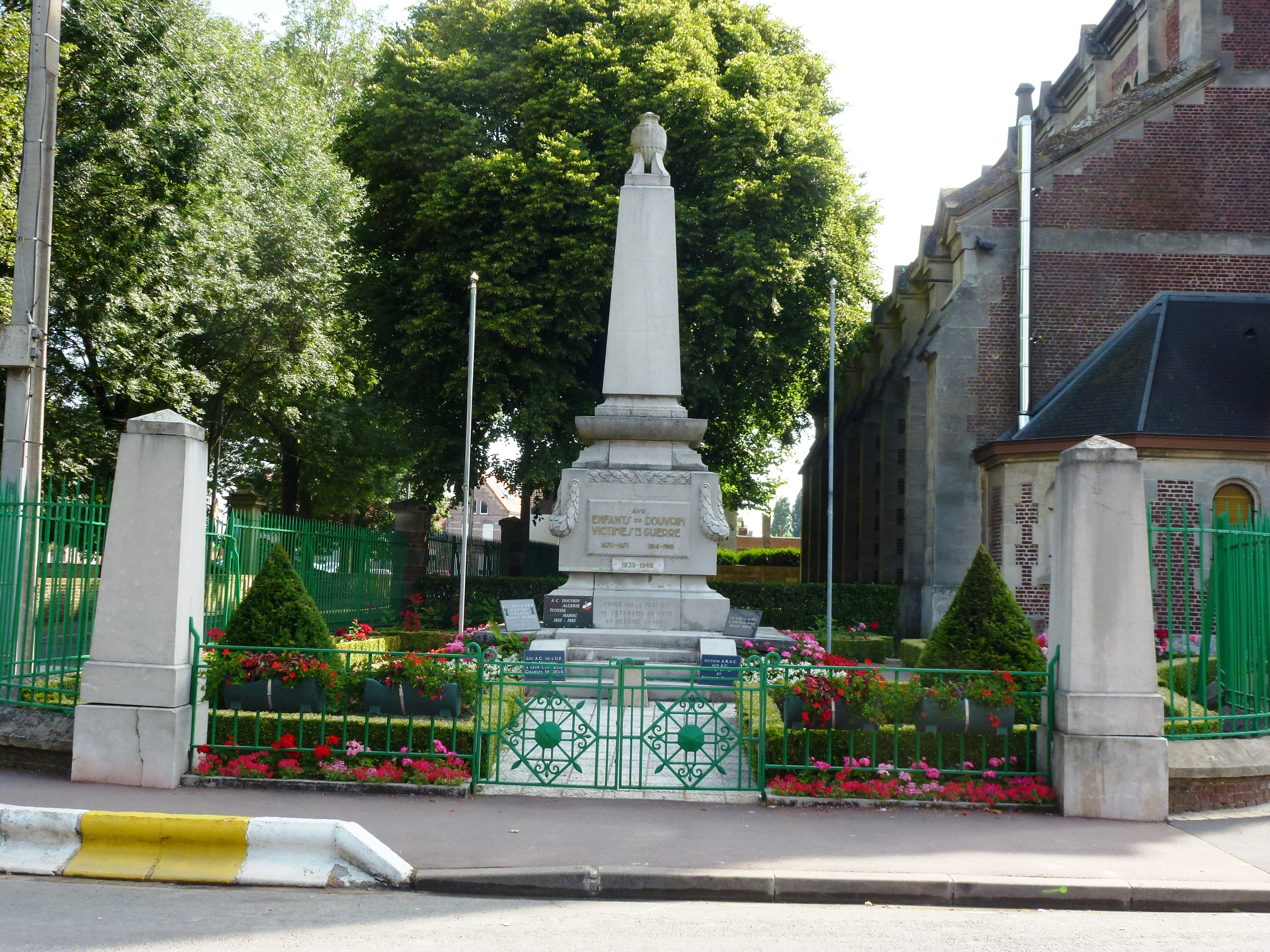
Gefallenendenkmal
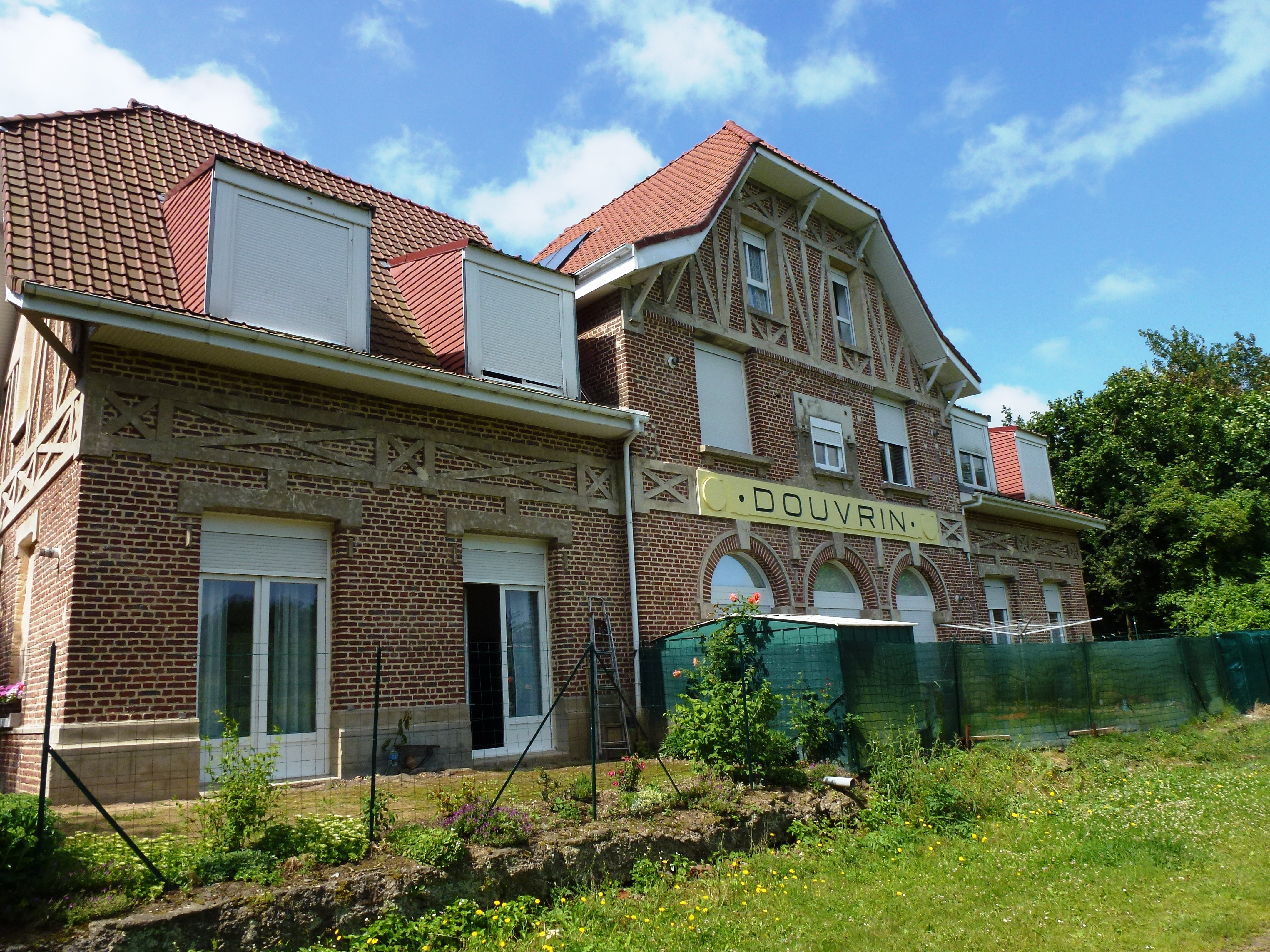
Ehemaliger Bahnhof
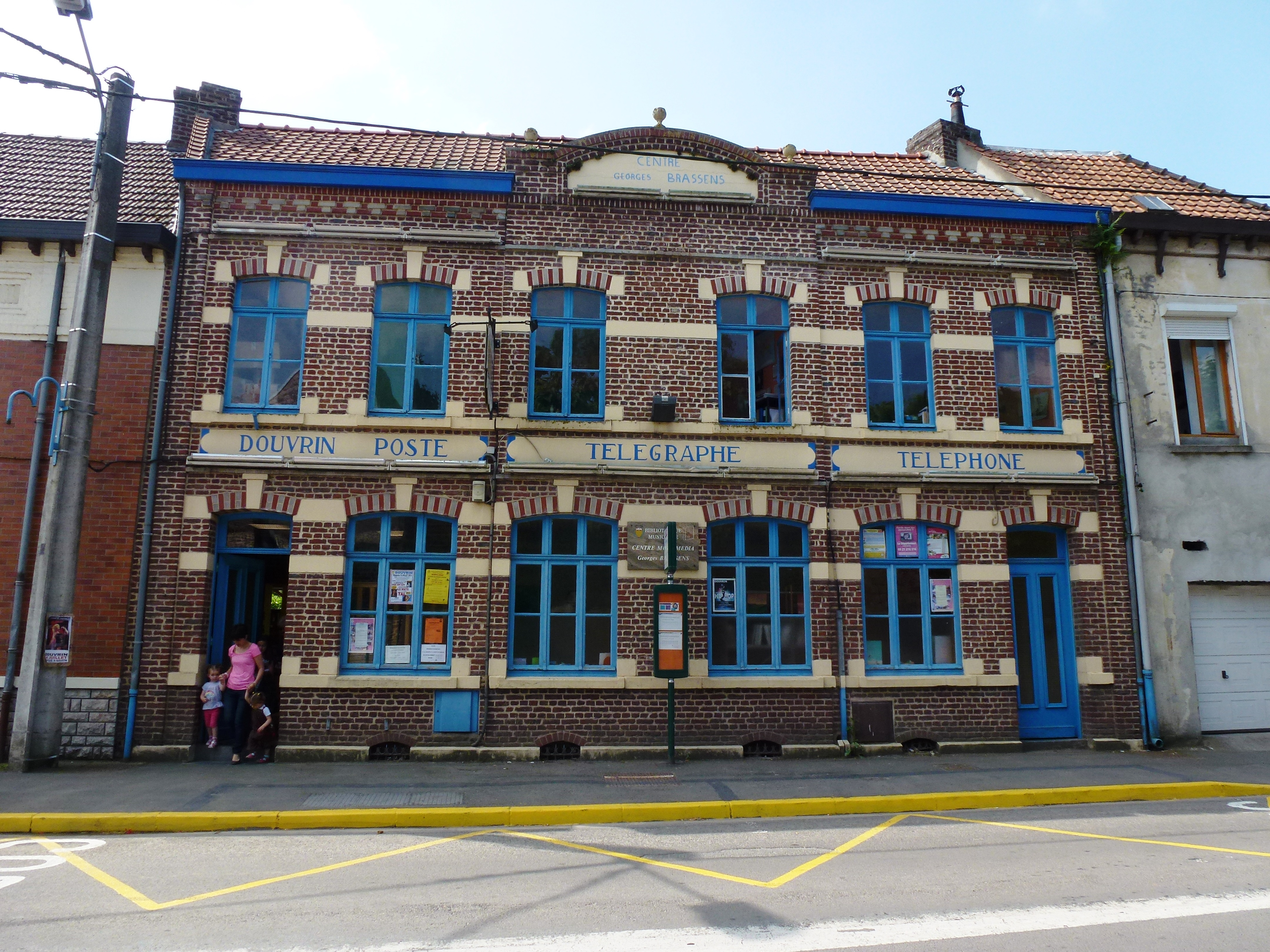
Bibliothek im ehemaligen Postgebäude

## Wirtschaft
An die lange Bergbautradition erinnert heute noch ein Teil der Bergarbeitersiedlung Cité de Maroc. Nach dem Niedergang des Steinkohlebergbaus spielt der Wirtschaftszweig der Automobilindustrie eine größere Rolle; in der Stadt ist der Konzern Stellantis vertreten. Am 30. Mai 2023 wurde eine Fertigung für Lithium-Ionen-Akkumulatoren der Automotive Cells Company (ACC) aufgenommen. ACC ist ein Gemeinschaftsunternehmen von Stellantis, TotalEnergies, Saft und Mercedes-Benz.
Progroup betreibt seit 1996 eine Wellpappenanlage mit einer Jahresproduktionskapazität von 85.000 Tonnen.